# Qi Guangpu
Qi Guangpu (Nanking, 20 oktober 1990) is een Chinese freestyleskiër. Hij vertegenwoordigde zijn vaderland op de Olympische Winterspelen 2010 (Vancouver), op de Olympische Winterspelen 2014 (Sotsji) en op de Olympische Winterspelen 2018 (Pyeongchang).

## Carrière
Bij zijn wereldbekerdebuut, in december 2006 in Beida Lake, scoorde Qi direct zijn eerste wereldbekerpunten. Een jaar later behaalde hij in Lianhua Mountain zijn eerste klassering in de top tien. Op de wereldkampioenschappen freestyleskiën 2009 in Inawashiro eindigde Qi als elfde op het onderdeel aerials. In december 2009 stond de Chinees voor de eerste maal in zijn carrière op het podium van een wereldbekerwedstrijd. Tijdens de Olympische Winterspelen van 2010 in Vancouver eindigde Qi als zevende op het onderdeel aerials.
Zijn eerste wereldbekerzege boekte de Chinees in december 2010 in Beida Lake. In Deer Valley nam Qi deel aan de wereldkampioenschappen freestyleskiën 2011, op dit toernooi werd hij vice-wereldkampioen op het onderdeel aerials. Op de wereldkampioenschappen freestyleskiën 2013 in Voss veroverde hij de wereldtitel op het onderdeel aerials. Tijdens de Olympische Winterspelen van 2014 in Sotsji eindigde Qi als vierde op het onderdeel aerials.
In Kreischberg nam de Chinees deel aan de wereldkampioenschappen freestyleskiën 2015. Op dit toernooi prolongeerde hij zijn wereldtitel op het onderdeel aerials. In het seizoen 2016/2017 won hij voor de tweede maal in zijn carrière de wereldbeker op het onderdeel aerials. Op de wereldkampioenschappen freestyleskiën 2017 in de Spaanse Sierra Nevada sleepte Qi de zilveren medaille in de wacht op het onderdeel aerials. Tijdens de Olympische Winterspelen van 2018 in Pyeongchang eindigde de Chinees als zevende op het onderdeel aerials.

## Resultaten

### Olympische Spelen
| Jaar | Plaats      | Resultaten |
| ---- | ----------- | ---------- |
| 2010 | Vancouver   | 7e Aerials |
| 2014 | Sotsji      | 4e Aerials |
| 2018 | Pyeongchang | 7e Aerials |

### Wereldkampioenschappen
| Jaar | Plaats        | Resultaten  |
| ---- | ------------- | ----------- |
| 2009 | Inawashiro    | 11e Aerials |
| 2011 | Deer Valley   | Aerials     |
| 2013 | Voss          | Aerials     |
| 2015 | Kreischberg   | Aerials     |
| 2017 | Sierra Nevada | Aerials     |

### Wereldbeker
Eindklasseringen
| Seizoen   | Algm  | AE     |
| --------- | ----- | ------ |
| 2006/2007 | 113e  | 38e    |
| 2007/2008 | 81e   | 23e    |
| 2008/2009 | 98e   | 29e    |
| 2009/2010 | 8e    | Zilver |
| 2010/2011 | 5e    | Goud   |
| 2011/2012 | 26e   | 10e    |
| 2012/2013 | 10e   | Brons  |
| 2013/2014 | 5e    | Zilver |
| 2014/2015 | 4e    | Zilver |
| 2015/2016 | 18e   | 4e     |
| 2016/2017 | Brons | Goud   |
| 2017/2018 | 13e   | 5e     |
| 2019/2020 | 30e   | 7e     |

Wereldbekerzeges
| Datum            | Plaats                | Onderdeel |
| ---------------- | --------------------- | --------- |
| 18 december 2010 | Beida Lake            | Aerials   |
| 21 januari 2011  | Lake Placid           | Aerials   |
| 11 februari 2012 | Beida Lake            | Aerials   |
| 17 februari 2013 | Sotsji                | Aerials   |
| 19 januari 2014  | Val Saint Come        | Aerials   |
| 20 december 2014 | Peking                | Aerials   |
| 21 december 2014 | Peking                | Aerials   |
| 8 januari 2015   | Deer Valley           | Aerials   |
| 19 december 2015 | Peking                | Aerials   |
| 4 februari 2016  | Deer Valley           | Aerials   |
| 18 december 2016 | Beida Lake            | Aerials   |
| 3 februari 2017  | Deer Valley           | Aerials   |
| 21 december 2019 | Shimao Lotus Mountain | Aerials   |
| 22 december 2019 | Shimao Lotus Mountain | Aerials   |